# Вірменський костел (Кути)

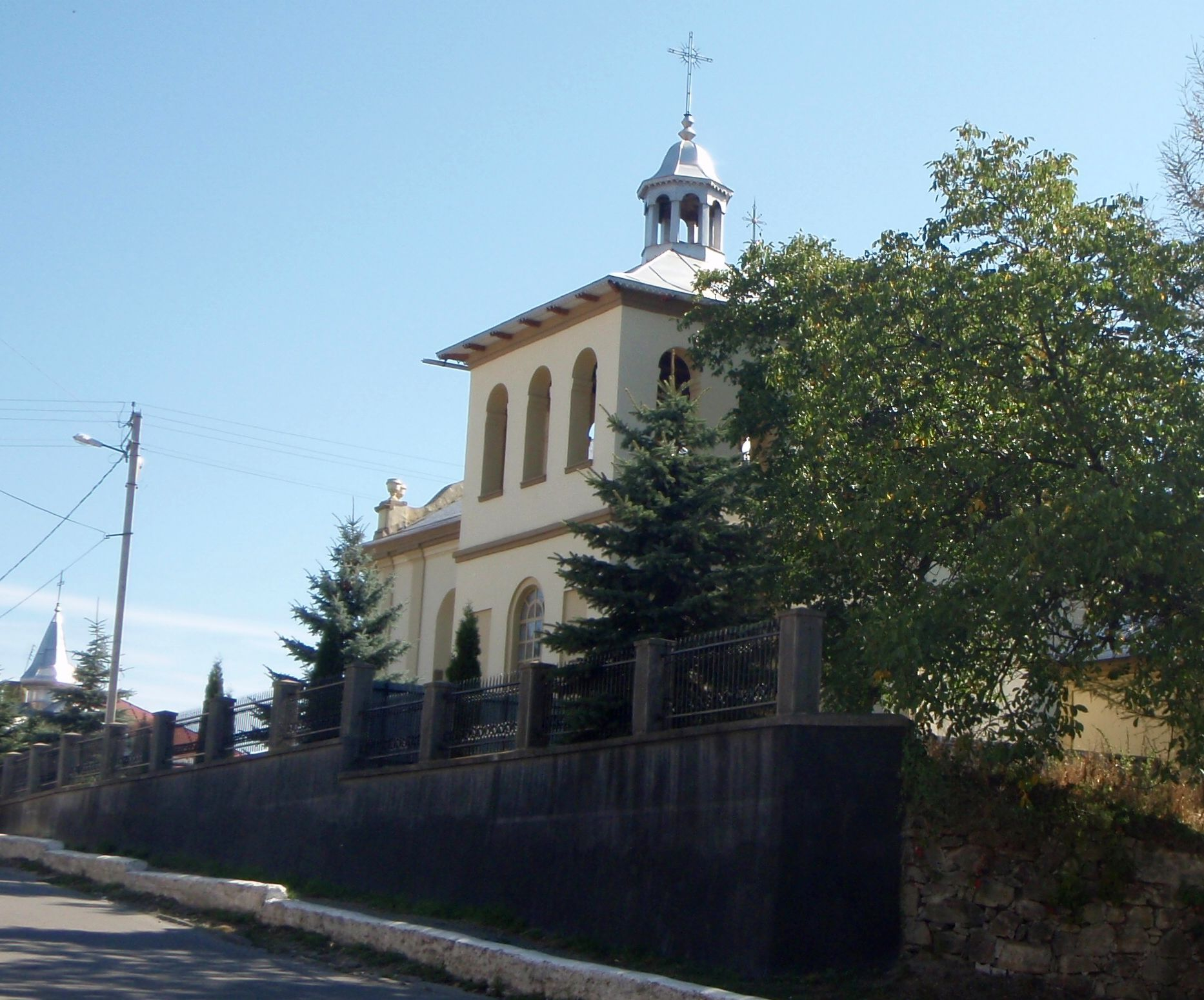
Вірменський костел (Кути)

Вірменський костел святого Антонія, церква святого Володимира, церква святого Володимира великого та преподобного Антонія Падевського — костел XVIII століття, зараз — церква української православної церкви у селі Кути Косівського району Івано-Франківської області.

## Історія
На початку ХХ століття більшість вірмен сполонізувалися і після Другої світової війни виїхали до Польщі разом із поляками. Нині про них нагадують старовинні будиночки навколо площі Ринок та бароковий вірменський костел святого Антонія, що постав у 1791 році. Щоправда, зараз це церква святого Володимира Української Помісної Православної Церкви.

## Життя церкви
13 червня 2022 року Божого на другий день свята П'ятидесятниці, в День Святого Духа було звершено богослужіння  в день храмового свята у церкві «Св. Володимира Великого та прп. Антонія Падевського» смт Кути Косівського деканату.
Богослужіння очолив Косівський декан митр. прот. Петро Дяків. Йому співслужили: настоятель храму митр. прот. Михайло Будзан та запрошене духовенство Косівського деканату.
Після завершення Божественної Літургії з благословення Високопреосвященнійшого митрополита Галицького Андрія було освячено скульптуру преподобного Антонія Падевського.